# Enrique Urien
Enrique Urien är en ort i Argentina.   Den ligger i provinsen Chaco, i den norra delen av landet, 800 km norr om huvudstaden Buenos Aires. Enrique Urien ligger 78 meter över havet och antalet invånare är 515.
Terrängen runt Enrique Urien är mycket platt. Närmaste större samhälle är Villa Ángela, 18,6 km väster om Enrique Urien.
Trakten runt Enrique Urien består i huvudsak av gräsmarker. Runt Enrique Urien är det mycket glesbefolkat, med 6 invånare per kvadratkilometer.